# Élections municipales de 2013 dans Roussillon
Pour un article plus général, voir Élections municipales de 2013 en Montérégie.
Cet article concerne les élections municipales de 2013 en Montérégie dans la municipalité régionale de comté de Roussillon.

## Saint-Mathieu
| Partis                         | Partis               | Candidats pour la mairie | Vote | %     |
| ------------------------------ | -------------------- | ------------------------ | ---- | ----- |
|                                | Equipe Lise Poissant | Lise Poissant (Sortante) | 652  | 61,28 |
|                                | Alliance St-Mathieu  | Robert Lee               | 412  | 38,77 |
| Taux de participation : 65,8 % |                      |                          |      |       |

| Partis | Partis               | Candidats conseiller #1 | Vote | %     |
| ------ | -------------------- | ----------------------- | ---- | ----- |
|        | Equipe Lise Poissant | Serge Piché (Sortant)   | 596  | 56,60 |
|        | Alliance St-Mathieu  | Marie-Claude Poirier    | 457  | 43,40 |

| Partis | Partis               | Candidats conseiller #2 | Vote | %     |
| ------ | -------------------- | ----------------------- | ---- | ----- |
|        | Equipe Lise Poissant | Nathalie Guilbert       | 584  | 55,62 |
|        | Alliance St-Mathieu  | Simon Tessier           | 466  | 44,38 |

| Partis | Partis               | Candidats conseiller #3  | Vote | %     |
| ------ | -------------------- | ------------------------ | ---- | ----- |
|        | Equipe Lise Poissant | Yves Robinette (Sortant) | 586  | 55,81 |
|        | Alliance St-Mathieu  | Manon Ratté              | 464  | 44,19 |

| Partis | Partis               | Candidats conseiller #5            | Vote | %     |
| ------ | -------------------- | ---------------------------------- | ---- | ----- |
|        | Alliance St-Mathieu  | Richard Fournier                   | 532  | 50,67 |
|        | Equipe Lise Poissant | Pauline Wilson Fradette (Sortante) | 518  | 49,33 |

| Partis | Partis               | Candidats conseiller #5 | Vote | %     |
| ------ | -------------------- | ----------------------- | ---- | ----- |
|        | Equipe Lise Poissant | Jean-Luc Dulude         | 666  | 63,37 |
|        | Alliance St-Mathieu  | Michel Moore            | 385  | 36,63 |

| Partis | Partis               | Candidats conseiller #1 | Vote            | %               |
| ------ | -------------------- | ----------------------- | --------------- | --------------- |
|        | Equipe Lise Poissant | Serge Piché (Sortant)   | Sans opposition | Sans opposition |

## Saint-Philippe
| Partis                         | Partis        | Candidats pour la mairie | Vote  | %     |
| ------------------------------ | ------------- | ------------------------ | ----- | ----- |
|                                | Équipe Martin | Lise Martin (Sortante)   | 1 513 | 64,16 |
|                                | Équipe Morin  | Frédéric Morin           | 845   | 35,84 |
| Taux de participation : 53,8 % |               |                          |       |       |

| Partis | Partis        | Candidats conseiller #1        | Vote | %     |
| ------ | ------------- | ------------------------------ | ---- | ----- |
|        | Équipe Martin | Jean-Claude Poissant (Sortant) | 244  | 68,16 |
|        | Équipe Morin  | Michel Lafortune               | 114  | 31,84 |

| Partis | Partis        | Candidats conseiller #2    | Vote | %     |
| ------ | ------------- | -------------------------- | ---- | ----- |
|        | Équipe Martin | Jocelyn Bouillon (Sortant) | 232  | 60,89 |
|        | Équipe Morin  | Simon Carty                | 149  | 39,11 |

| Partis | Partis        | Candidats conseiller #3 | Vote | %     |
| ------ | ------------- | ----------------------- | ---- | ----- |
|        | Équipe Martin | Vincent Lanteigne       | 284  | 67,14 |
|        | Équipe Morin  | Didier Marchione        | 139  | 32,86 |

| Partis | Partis        | Candidats conseiller #4    | Vote | %     |
| ------ | ------------- | -------------------------- | ---- | ----- |
|        | Équipe Martin | Johanne Beaulac (Sortante) | 324  | 76,06 |
|        | Équipe Morin  | Stéphane Sénécal           | 102  | 23,94 |

| Partis | Partis        | Candidats conseiller #5   | Vote | %     |
| ------ | ------------- | ------------------------- | ---- | ----- |
|        | Équipe Martin | Sylvie Messier (Sortante) | 219  | 64,79 |
|        | Équipe Morin  | Danny Auclair             | 119  | 35,21 |

| Partis | Partis        | Candidats conseiller #6 | Vote | %     |
| ------ | ------------- | ----------------------- | ---- | ----- |
|        | Équipe Martin | Denis Mayrand           | 238  | 58,77 |
|        | Équipe Morin  | Alain Lemieux           | 167  | 41,23 |

- Élection partielle au poste de conseille #1 le 6 mars 2016[1].
  - Organisée en raison de l'élection du conseiller Jean-Claude Poissant à titre de député fédéral libéral de La Prairie lors des élections de 2015[1].
  - Élection de Manon-Josée D'Auteuil au poste de conseillère #1[2].

| Candidats conseiller #1 | Vote | %     |
| ----------------------- | ---- | ----- |
| Manon-Josée D'Auteuil   | n/d  | 57,80 |
| Didier Marchione        | n/d  | 42,20 |

## La Prairie
| Partis | Partis                          | Candidats pour la mairie | Vote            | %               |
| ------ | ------------------------------- | ------------------------ | --------------- | --------------- |
|        | Parti de l'équipe Lucie Roussel | Lucie Roussel (Sortante) | Sans opposition | Sans opposition |

| Partis | Partis                          | Candidats district de la Milice (1) | Vote            | %               |
| ------ | ------------------------------- | ----------------------------------- | --------------- | --------------- |
|        | Parti de l'équipe Lucie Roussel | Donat Serres (Sortant)              | Sans opposition | Sans opposition |

| Partis | Partis                          | Candidats district Christ-Roi (2) | Vote | %     |
| ------ | ------------------------------- | --------------------------------- | ---- | ----- |
|        | Parti de l'équipe Lucie Roussel | Christian Caron (Sortant)         | 600  | 87,59 |
|        | Indépendant                     | Guy Lambert                       | 85   | 12,41 |

| Partis | Partis                          | Candidats district Vieux La Prairie (3) | Vote | %     |
| ------ | ------------------------------- | --------------------------------------- | ---- | ----- |
|        | Parti de l'équipe Lucie Roussel | Laurent Blais (Sortant)                 | 458  | 56,47 |
|        | Indépendante                    | Dina Sardano                            | 353  | 43,53 |

| Partis | Partis                          | Candidats district de la Citière (4) | Vote | %     |
| ------ | ------------------------------- | ------------------------------------ | ---- | ----- |
|        | Indépendante                    | Marie-Ève Plante-Hébert              | 507  | 59,65 |
|        | Parti de l'équipe Lucie Roussel | Jasmine Cholette                     | 343  | 40,35 |

| Partis | Partis                          | Candidats district de la Clairière (5) | Vote | %     |
| ------ | ------------------------------- | -------------------------------------- | ---- | ----- |
|        | Parti de l'équipe Lucie Roussel | Suzanne Perron (Sortant)               | 442  | 55,88 |
|        | Indépendant                     | Normand Théorêt                        | 349  | 44,12 |

| Partis | Partis                          | Candidats district de la Magdeleine (6) | Vote | %     |
| ------ | ------------------------------- | --------------------------------------- | ---- | ----- |
|        | Parti de l'équipe Lucie Roussel | Pierre Voccino (Sortant)                | 705  | 65,34 |
|        | Indépendant                     | Yohan Perron                            | 374  | 34,66 |

| Partis | Partis                          | Candidats district de la Bataille (7) | Vote | %     |
| ------ | ------------------------------- | ------------------------------------- | ---- | ----- |
|        | Parti de l'équipe Lucie Roussel | Yves Sénécal (Sortant)                | 560  | 75,78 |
|        | Indépendant                     | Louis Lapointe                        | 179  | 24,22 |

| Partis | Partis                          | Candidats district de la Briqueterie (8) | Vote | %     |
| ------ | ------------------------------- | ---------------------------------------- | ---- | ----- |
|        | Parti de l'équipe Lucie Roussel | Ève Barrette-Marchand                    | 480  | 50,96 |
|        | Indépendant                     | Ciprian Pisau                            | 241  | 25,58 |
|        | Indépendant                     | Simon Tessier                            | 203  | 21,55 |
|        | Indépendante                    | Marie Bombardier                         | 18   | 1,91  |

Élection partielle pour le poste de maire et de conseiller du district de la Milice le 17 octobre 2014
- Organisée en raison du décès de la mairesse Lucie F. Roussel

| Candidats pour la mairie                | Vote            | %               |
| --------------------------------------- | --------------- | --------------- |
| Donat Serres (Sortant d'un autre poste) | Sans opposition | Sans opposition |

| Candidats district de la Milice (1) | Vote            | %               |
| ----------------------------------- | --------------- | --------------- |
| Allen Scott                         | Sans opposition | Sans opposition |

## Candiac
| Partis | Partis                | Candidats pour la mairie | Vote            | %               |
| ------ | --------------------- | ------------------------ | --------------- | --------------- |
|        | Équipe Action Candiac | Normand Dyotte (Sortant) | Sans opposition | Sans opposition |

| Partis | Partis                | Candidats district La Promenade (1) | Vote            | %               |
| ------ | --------------------- | ----------------------------------- | --------------- | --------------- |
|        | Équipe Action Candiac | Thérèse Gatien (Sortante)           | Sans opposition | Sans opposition |

| Partis | Partis                | Candidats district Saint-Laurent (2) | Vote | %     |
| ------ | --------------------- | ------------------------------------ | ---- | ----- |
|        | Équipe Action Candiac | Vincent Chatel (Sortant)             | 543  | 65,42 |
|        | Indépendante          | Francine Turnblom                    | 287  | 34,58 |

| Partis | Partis                | Candidats district Champlain (3) | Vote | %     |
| ------ | --------------------- | -------------------------------- | ---- | ----- |
|        | Équipe Action Candiac | Kevin Vocino (Sortant)           | 989  | 86,07 |
|        | Indépendante          | Adrian Ahsly Gutierrez           | 160  | 13,93 |

| Partis | Partis                | Candidats district Taschereau (4) | Vote            | %               |
| ------ | --------------------- | --------------------------------- | --------------- | --------------- |
|        | Équipe Action Candiac | Anne Scott (Sortante)             | Sans opposition | Sans opposition |

| Partis | Partis                | Candidats district Montcalm (5) | Vote            | %               |
| ------ | --------------------- | ------------------------------- | --------------- | --------------- |
|        | Équipe Action Candiac | Daniel Grenier                  | Sans opposition | Sans opposition |

| Partis | Partis                | Candidats district Jean-Leman (6) | Vote            | %               |
| ------ | --------------------- | --------------------------------- | --------------- | --------------- |
|        | Équipe Action Candiac | Marie-Josée Lemieux (Sortante)    | Sans opposition | Sans opposition |

## Delson
| Partis | Partis        | Candidats pour la mairie | Vote            | %               |
| ------ | ------------- | ------------------------ | --------------- | --------------- |
|        | Action Delson | Gilles Meloche (Sortant) | Sans opposition | Sans opposition |

| Partis | Partis        | Candidats Quartier Nord (1.1) | Vote            | %               |
| ------ | ------------- | ----------------------------- | --------------- | --------------- |
|        | Action Delson | Stéphane Perreault (Sortant)  | Sans opposition | Sans opposition |

| Partis | Partis        | Candidats Quartier Nord (1.2) | Vote            | %               |
| ------ | ------------- | ----------------------------- | --------------- | --------------- |
|        | Action Delson | Paul Jones (Sortant)          | Sans opposition | Sans opposition |

| Partis | Partis        | Candidats Quartier Nord (1.3) | Vote            | %               |
| ------ | ------------- | ----------------------------- | --------------- | --------------- |
|        | Action Delson | Renald Corriveau (Sortant)    | Sans opposition | Sans opposition |

| Partis | Partis        | Candidats Quartier Sud (2.1) | Vote            | %               |
| ------ | ------------- | ---------------------------- | --------------- | --------------- |
|        | Action Delson | Josyane Desjardins           | Sans opposition | Sans opposition |

| Partis | Partis        | Candidats Quartier Sud (2.2) | Vote            | %               |
| ------ | ------------- | ---------------------------- | --------------- | --------------- |
|        | Action Delson | Sylvie Lapierre (Sortante)   | Sans opposition | Sans opposition |

| Partis | Partis        | Candidats Quartier Sud (2.3)             | Vote            | %               |
| ------ | ------------- | ---------------------------------------- | --------------- | --------------- |
|        | Action Delson | P. Lorraine St. James Lapalme (Sortante) | Sans opposition | Sans opposition |

- Élection partielle pour le poste de maire le 19 juin 2016[4]
  - Organisée en raison du décès du maire Gilles Meloche le 3 mars 2016
  - Le conseiller Paul Jones agit comme maire intérimaire durant cette période[5].

| Partis                          | Partis        | Candidats pour la mairie                       | Vote  | %     |
| ------------------------------- | ------------- | ---------------------------------------------- | ----- | ----- |
|                                 | Indépendant   | Christian Ouellette                            | 1 008 | 52,36 |
|                                 | Action Delson | Stéphane Perreault (Sortante d'un autre poste) | 917   | 47,64 |
| Taux de participation : 34,35 % |               |                                                |       |       |

- Élection partielle au poste de conseiller Quartier Nord (1.1) le 19 juin 2016[6].
  - Organisée en raison de la démission du conseiller Stéphane Perreault pour se présenter à l'élection partielle pour le poste de maire.

| Partis | Partis        | Candidats Quartier Nord (1.1) | Vote | %   |
| ------ | ------------- | ----------------------------- | ---- | --- |
|        | Action Delson | Jean-Michel Pépin             | n/d  | n/d |
|        | Indépendant   | Perry Doe                     | n/d  | n/d |

## Sainte-Catherine
| Partis                         | Partis                  | Candidats pour la mairie | Vote  | %     |
| ------------------------------ | ----------------------- | ------------------------ | ----- | ----- |
|                                | Parti de l'équipe Bates | Jocelyne Bates           | 3 082 | 75,41 |
|                                | Indépendant             | Rosaire Lamarche         | 1 005 | 24,59 |
| Taux de participation : 32,8 % |                         |                          |       |       |

| Partis | Partis                  | Candidats conseiller #1   | Vote | %     |
| ------ | ----------------------- | ------------------------- | ---- | ----- |
|        | Parti de l'équipe Bates | Daniel Lamanque (Sortant) | 458  | 57,11 |
|        | Indépendant             | Normand Strong            | 344  | 42,89 |

| Partis | Partis                  | Candidats conseiller #2  | Vote            | %               |
| ------ | ----------------------- | ------------------------ | --------------- | --------------- |
|        | Parti de l'équipe Bates | Martin Gélinas (Sortant) | Sans opposition | Sans opposition |

| Partis | Partis                  | Candidats conseiller #3      | Vote            | %               |
| ------ | ----------------------- | ---------------------------- | --------------- | --------------- |
|        | Parti de l'équipe Bates | Jocelyne Brossard (Sortante) | Sans opposition | Sans opposition |

| Partis | Partis                  | Candidats conseiller #4   | Vote            | %               |
| ------ | ----------------------- | ------------------------- | --------------- | --------------- |
|        | Parti de l'équipe Bates | Louise Cormier (Sortante) | Sans opposition | Sans opposition |

| Partis | Partis                  | Candidats conseiller #5 | Vote            | %               |
| ------ | ----------------------- | ----------------------- | --------------- | --------------- |
|        | Parti de l'équipe Bates | Michel Béland (Sortant) | Sans opposition | Sans opposition |

| Partis | Partis                  | Candidats conseiller #6 | Vote | %     |
| ------ | ----------------------- | ----------------------- | ---- | ----- |
|        | Parti de l'équipe Bates | Michel Leblanc          | 447  | 68,35 |
|        | Indépendant             | Marcel Thibeault        | 207  | 31,65 |

## Saint-Constant
| Partis                         | Partis                                                 | Candidats pour la mairie | Vote  | %     |
| ------------------------------ | ------------------------------------------------------ | ------------------------ | ----- | ----- |
|                                | Parti du vrai changement - Équipe Jean-Claude Boyer    | Jean-Claude Boyer        | 4 035 | 37,44 |
|                                | Parti des citoyens - Équipe Guy Brault                 | Guy Brault               | 3 895 | 36,14 |
|                                | Équipe Gilles Pépin - Action municipale Saint-Constant | Gilles Pépin (Sortant)   | 2 252 | 20,89 |
|                                | Indépendant                                            | Yves-André Ferland       | 547   | 5,08  |
|                                | Indépendant                                            | Michel Vachon            | 49    | 0,45  |
| Taux de participation : 57,0 % |                                                        |                          |       |       |

| Partis | Partis                                                 | Candidats conseiller #1   | Vote | %     |
| ------ | ------------------------------------------------------ | ------------------------- | ---- | ----- |
|        | Parti du vrai changement - Équipe Jean-Claude Boyer    | David Lemelin             | 638  | 47,93 |
|        | Parti des citoyens - Équipe Guy Brault                 | Roy Rochette              | 373  | 28,02 |
|        | Équipe Gilles Pépin - Action municipale Saint-Constant | Jonathan Bédard (Sortant) | 320  | 24,04 |

| Partis | Partis                                                 | Candidats conseiller #2  | Vote | %     |
| ------ | ------------------------------------------------------ | ------------------------ | ---- | ----- |
|        | Parti des citoyens - Équipe Guy Brault                 | André Camirand           | 706  | 42,33 |
|        | Parti du vrai changement - Équipe Jean-Claude Boyer    | Jean-Guy Villeneuve      | 598  | 35,85 |
|        | Équipe Gilles Pépin - Action municipale Saint-Constant | Pierre Lalonde (Sortant) | 364  | 21,82 |

| Partis | Partis                                                 | Candidats conseiller #3   | Vote | %     |
| ------ | ------------------------------------------------------ | ------------------------- | ---- | ----- |
|        | Parti des citoyens - Équipe Guy Brault                 | Gilles Lapierre (Sortant) | 600  | 40,54 |
|        | Parti du vrai changement - Équipe Jean-Claude Boyer    | Robert Dupuis             | 580  | 39,19 |
|        | Équipe Gilles Pépin - Action municipale Saint-Constant | Serge Brochu              | 300  | 20,27 |

| Partis | Partis                                                 | Candidats conseiller #4  | Vote | %     |
| ------ | ------------------------------------------------------ | ------------------------ | ---- | ----- |
|        | Parti du vrai changement - Équipe Jean-Claude Boyer    | Chantale Boudrias        | 506  | 39,13 |
|        | Parti des citoyens - Équipe Guy Brault                 | Jean-François Rolland    | 396  | 30,63 |
|        | Équipe Gilles Pépin - Action municipale Saint-Constant | France Hébert (Sortante) | 391  | 30,24 |

| Partis | Partis                                                 | Candidats conseiller #5 | Vote | %     |
| ------ | ------------------------------------------------------ | ----------------------- | ---- | ----- |
|        | Parti du vrai changement - Équipe Jean-Claude Boyer    | Louise Savignac         | 368  | 34,75 |
|        | Équipe Gilles Pépin - Action municipale Saint-Constant | Pierre Lalonde          | 292  | 27,57 |
|        | Parti des citoyens - Équipe Guy Brault                 | Réal Gignac             | 255  | 24,08 |
|        | Indépendant                                            | André Sauvé (Sortant)   | 144  | 13,60 |

| Partis | Partis                                                 | Candidats conseiller #6   | Vote | %     |
| ------ | ------------------------------------------------------ | ------------------------- | ---- | ----- |
|        | Parti du vrai changement - Équipe Jean-Claude Boyer    | Thierry Maheu             | 593  | 43,38 |
|        | Parti des citoyens - Équipe Guy Brault                 | Irène Piché               | 532  | 38,92 |
|        | Équipe Gilles Pépin - Action municipale Saint-Constant | Ginette Bourget (Sortant) | 242  | 17,70 |

| Partis | Partis                                                 | Candidats conseiller #7 | Vote | %     |
| ------ | ------------------------------------------------------ | ----------------------- | ---- | ----- |
|        | Parti des citoyens - Équipe Guy Brault                 | Mario Perron            | 547  | 41,47 |
|        | Parti du vrai changement - Équipe Jean-Claude Boyer    | Jean-Sébastien Dupont   | 502  | 38,06 |
|        | Équipe Gilles Pépin - Action municipale Saint-Constant | Pascal Bédard (Sortant) | 270  | 20,47 |

| Partis | Partis                                                 | Candidats conseiller #8   | Vote | %     |
| ------ | ------------------------------------------------------ | ------------------------- | ---- | ----- |
|        | Parti des citoyens - Équipe Guy Brault                 | Mario Arsenault (Sortant) | 549  | 48,50 |
|        | Parti du vrai changement - Équipe Jean-Claude Boyer    | Richard Pelletier         | 450  | 39,75 |
|        | Équipe Gilles Pépin - Action municipale Saint-Constant | Brian Carter              | 133  | 11,75 |

## Saint-Isidore
| Candidats pour la mairie       | Vote | %     |
| ------------------------------ | ---- | ----- |
| Sylvain Payant                 | 816  | 56,59 |
| Gilles Yelle                   | 626  | 43,41 |
| Taux de participation : 70,1 % |      |       |

| Candidats conseiller #1   | Vote | %     |
| ------------------------- | ---- | ----- |
| Martin Sauvé              | 833  | 59,25 |
| Pierre Robidoux (Sortant) | 573  | 40,75 |

| Candidats conseiller #2 | Vote | %     |
| ----------------------- | ---- | ----- |
| Jean-Denis Patenaude    | 850  | 60,80 |
| Jean-Guy Cailhier       | 548  | 39,20 |

| Candidats conseiller #3 | Vote | %     |
| ----------------------- | ---- | ----- |
| Dany Boyer              | 800  | 57,47 |
| Michel Grégoire         | 592  | 42,53 |

| Candidats conseiller #4        | Vote | %     |
| ------------------------------ | ---- | ----- |
| Jean-Charles Belleau (Sortant) | 747  | 53,24 |
| Stephane Bazinet               | 656  | 46,76 |

| Candidats conseiller #5 | Vote | %     |
| ----------------------- | ---- | ----- |
| Linda Meunier           | 817  | 58,27 |
| Isabelle Riendeau       | 585  | 41,73 |

| Candidats conseiller #6 | Vote | %     |
| ----------------------- | ---- | ----- |
| Marie Meunier           | 756  | 54,86 |
| Luc Charron (Sortant)   | 622  | 45,14 |

## Mercier
| Partis                         | Partis                          | Candidats pour la mairie  | Vote  | %     |
| ------------------------------ | ------------------------------- | ------------------------- | ----- | ----- |
|                                | Parti avenir Mercier            | Lise Michaud              | 2 358 | 46,15 |
|                                | Indépendant                     | Jacques Lambert (Sortant) | 1 564 | 30,61 |
|                                | Indépendant                     | Pierre Hébert             | 637   | 12,47 |
|                                | Option Mercier - Équipe Colpron | Jean-Luc Colpron          | 550   | 10,77 |
| Taux de participation : 56,8 % |                                 |                           |       |       |

| Partis | Partis                          | Candidats conseiller #1 | Vote | %     |
| ------ | ------------------------------- | ----------------------- | ---- | ----- |
|        | Parti avenir Mercier            | Stéphane Roy (Sortant)  | 514  | 61,12 |
|        | Indépendant                     | Maurice Talissé         | 165  | 19,62 |
|        | Option Mercier - Équipe Colpron | Chantal Paquette        | 162  | 19,26 |

| Partis | Partis                          | Candidats conseiller #2 | Vote | %     |
| ------ | ------------------------------- | ----------------------- | ---- | ----- |
|        | Parti avenir Mercier            | Johanne Anderson        | 286  | 35,31 |
|        | Indépendant                     | Francis Coupal          | 249  | 30,74 |
|        | Indépendant                     | Daniel Constantineau    | 237  | 29,26 |
|        | Option Mercier - Équipe Colpron | Francis Tanguay         | 38   | 4,69  |

| Partis | Partis                          | Candidats conseiller #3 | Vote | %     |
| ------ | ------------------------------- | ----------------------- | ---- | ----- |
|        | Indépendante                    | Anik Sauvé              | 490  | 47,16 |
|        | Parti avenir Mercier            | Mario Primeau           | 421  | 40,52 |
|        | Option Mercier - Équipe Colpron | Marc-Antoine Mailloux   | 128  | 12,32 |

| Partis | Partis                          | Candidats conseiller #4 | Vote | %     |
| ------ | ------------------------------- | ----------------------- | ---- | ----- |
|        | Indépendant                     | Philippe Drolet         | 347  | 42,32 |
|        | Parti avenir Mercier            | Josée Dauphinais        | 279  | 34,02 |
|        | Indépendant                     | Gilles Veilleux         | 148  | 18,05 |
|        | Option Mercier - Équipe Colpron | David Kane              | 46   | 5,61  |

| Partis | Partis                          | Candidats conseiller #5 | Vote | %     |
| ------ | ------------------------------- | ----------------------- | ---- | ----- |
|        | Parti avenir Mercier            | Louis Cimon (Sortant)   | 416  | 55,69 |
|        | Indépendant                     | Serge Leduc             | 277  | 37,08 |
|        | Option Mercier - Équipe Colpron | Nicolas Pilon           | 54   | 7,23  |

| Partis | Partis                          | Candidats conseiller #6 | Vote | %     |
| ------ | ------------------------------- | ----------------------- | ---- | ----- |
|        | Parti avenir Mercier            | Martin Laplante         | 377  | 45,59 |
|        | Indépendant                     | Denis Leftakis          | 250  | 30,23 |
|        | Indépendant                     | Lucas De Villers        | 111  | 13,42 |
|        | Option Mercier - Équipe Colpron | Maurice Lefebvre        | 89   | 10,76 |

## Châteauguay
| Partis                         | Partis                                                    | Candidats pour la mairie  | Vote  | %     |
| ------------------------------ | --------------------------------------------------------- | ------------------------- | ----- | ----- |
|                                | Action citoyenne/Citizens' Action - Équipe Nathalie Simon | Nathalie Simon (Sortante) | 9 476 | 62,69 |
|                                | Indépendant                                               | Steve Brisebois           | 5 640 | 37,31 |
| Taux de participation : 44,1 % |                                                           |                           |       |       |

| Partis | Partis                                                    | Candidats district de La Noue (1) | Vote | %     |
| ------ | --------------------------------------------------------- | --------------------------------- | ---- | ----- |
|        | Indépendant                                               | Barry Doyle (Sortant)             | 730  | 37,06 |
|        | Action citoyenne/Citizens' Action - Équipe Nathalie Simon | Karen Donohue                     | 662  | 33,60 |
|        | Indépendante                                              | Anne-Marie Bonneau                | 578  | 29,34 |

| Partis | Partis                                                    | Candidats district du Filgate (2) | Vote | %     |
| ------ | --------------------------------------------------------- | --------------------------------- | ---- | ----- |
|        | Action citoyenne/Citizens' Action - Équipe Nathalie Simon | Pierre Gloutnay (Sortant)         | 915  | 57,51 |
|        | Indépendant                                               | Brian Proctor                     | 676  | 42,49 |

| Partis | Partis                                                    | Candidats district de Robutel (3) | Vote | %     |
| ------ | --------------------------------------------------------- | --------------------------------- | ---- | ----- |
|        | Action citoyenne/Citizens' Action - Équipe Nathalie Simon | Michel Pinard                     | 878  | 52,48 |
|        | Indépendant                                               | Jean-Michel Rioux                 | 587  | 35,09 |
|        | Indépendant                                               | Nour Razik                        | 208  | 12,43 |

| Partis | Partis                                                    | Candidats district de Bumbray (4) | Vote  | %     |
| ------ | --------------------------------------------------------- | --------------------------------- | ----- | ----- |
|        | Indépendant                                               | Lucie Laberge                     | 1 150 | 59,19 |
|        | Action citoyenne/Citizens' Action - Équipe Nathalie Simon | Guillaume Dumas (Sortant)         | 793   | 40,81 |

| Partis | Partis                                                    | Candidats district de Salaberry (5) | Vote            | %               |
| ------ | --------------------------------------------------------- | ----------------------------------- | --------------- | --------------- |
|        | Action citoyenne/Citizens' Action - Équipe Nathalie Simon | Marcel Deschamps (Sortant)          | Sans opposition | Sans opposition |

| Partis | Partis                                                    | Candidats district de Lang (6) | Vote  | %     |
| ------ | --------------------------------------------------------- | ------------------------------ | ----- | ----- |
|        | Indépendant                                               | Mike Gendron (Sortant)         | 1 616 | 71,28 |
|        | Action citoyenne/Citizens' Action - Équipe Nathalie Simon | Thérèse Simard                 | 651   | 28,72 |

| Partis | Partis                                                    | Candidats district de Le Moyne (7) | Vote  | %     |
| ------ | --------------------------------------------------------- | ---------------------------------- | ----- | ----- |
|        | Action citoyenne/Citizens' Action - Équipe Nathalie Simon | Marie-France Reid                  | 1 030 | 51,19 |
|        | Indépendant                                               | Luc Daoust                         | 703   | 34,94 |
|        | Indépendant                                               | Frank Doyle                        | 174   | 8,65  |
|        | Indépendant                                               | Christopher Sierant                | 59    | 2,93  |
|        | Indépendant                                               | Giovanni Baruffa                   | 46    | 2,29  |

| Partis | Partis                                                    | Candidats district d'Youville (8) | Vote  | %     |
| ------ | --------------------------------------------------------- | --------------------------------- | ----- | ----- |
|        | Action citoyenne/Citizens' Action - Équipe Nathalie Simon | Alain Côté (Sortant)              | 1 084 | 52,17 |
|        | Indépendant                                               | François Le Borgne                | 994   | 47,83 |

## Léry
| Candidats pour la mairie       | Vote | %     |
| ------------------------------ | ---- | ----- |
| Walter Letham                  | 517  | 44,08 |
| Michel Robillard               | 356  | 30,35 |
| Eric Parent                    | 300  | 25,58 |
| Taux de participation : 64,3 % |      |       |

| Candidats district de la Gare (1) | Vote | %     |
| --------------------------------- | ---- | ----- |
| Gérald Ranger                     | 156  | 73,93 |
| Lee Royko (Sortant)               | 55   | 26,07 |

| Candidats district Les Boisés (2) | Vote | %     |
| --------------------------------- | ---- | ----- |
| Mylène Loiseau                    | 98   | 50,00 |
| Melanie Desprey                   | 60   | 30,61 |
| Adrien Desrochers (Sortant)       | 38   | 19,39 |

| Candidats district Bellevue (3) | Vote | %     |
| ------------------------------- | ---- | ----- |
| Eric Pinard                     | 92   | 52,27 |
| Albert Brault (Sortant)         | 63   | 35,80 |
| Marie-Rose Faubert              | 21   | 11,93 |

| Candidats district Les Riverains (4) | Vote | %     |
| ------------------------------------ | ---- | ----- |
| Jacques Laberge                      | 133  | 69,63 |
| Thomas L. Oliver (Sortant)           | 58   | 30,37 |

| Candidats district du Manoir (5) | Vote            | %               |
| -------------------------------- | --------------- | --------------- |
| Léon Leclerc                     | Sans opposition | Sans opposition |

| Candidats district Woodland (6) | Vote            | %               |
| ------------------------------- | --------------- | --------------- |
| Johanne Dutil                   | Sans opposition | Sans opposition |